# NGC 2802
NGC 2802 је елиптична галаксија у сазвежђу Рак која се налази на NGC листи објеката дубоког неба.
Деклинација објекта је + 18° 57' 50" а ректасцензија 9h 16m 41,4s. Привидна величина (магнитуда) објекта NGC 2802 износи 14,1 а фотографска магнитуда 15,1. NGC 2802 је још познат и под ознакама UGC 4897, MCG 3-24-26, CGCG 91-44, KCPG 194B, NPM1G +19.0207, PGC 26177.